# Democracia Nacional de Centro
Democracia Nacional de Centro (DNC) —según algunas fuentes Partido Nacional de Democracia Centrista— fue un partido político chileno de centroderecha fundado en 1990 como resultado de la fusión de los partidos Nacional, Democracia Radical y  Avanzada Nacional. Tuvo existencia legal como tal, reconocido por el Servicio Electoral, hasta 1991, cuando cambió su nombre a Partido Nacional.

## Historia
Una de las consecuencias del escaso apoyo electoral de la derecha fuera del conglomerado de Democracia y Progreso en las elecciones al Congreso Nacional de 1989, fueron los magros resultados de los llamados partidos "pequeños" que apoyaban a la Dictadura militar, entre estos Avanzada Nacional, Democracia Radical y el Partido Nacional de Patricio Phillips. Para subsanar la declaración de cancelación por no haber obtenido 3 diputados o al menos 5% de la votación, dichos partidos se fusionaron. También se sumaron movimientos políticos como el Centro Democrático Libre y un sector del Partido Socialdemócrata liderado por Arturo Venegas.
La fusión se realizó por la escritura pública del 7 de mayo de 1990, se publicó en el Diario Oficial el 29 de mayo de 1990, y se inscribió oficialmente como partido político ante el Servicio Electoral de Chile el 17 de julio de 1990.
Tuvo una breve y poco visible vida; muchos militantes provenientes de los disueltos partidos Avanzada Nacional y Democracia Radical fueron migrando hacia el recientemente fundado partido Unión de Centro Centro en 1991, con el que finalmente su sucesor terminaría fusionándose.[cita requerida]
Finalmente, los sectores originalmente provenientes del Partido Nacional, más organizado y de más larga tradición, terminaron imponiéndose políticamente al heterogéneo grupo, y lograron imponer las reformas estatutarias necesarias para tramitar el cambio de nombre a Partido Nacional, el 3 de diciembre de 1991.

## Directiva
La directiva de DNC, al momento de su fundación, estaba integrada por:
- Presidente: Julio Durán Neumann
- Vicepresidentes: Juan Esteban Montero Matta, Elena Fornés Llona, Ramón Luco Fuenzalida, Erika Patricia Maldonado Aravena, Adib Essedin Sierpe
- Secretario general: Patricio Hidalgo Marín
- Tesorero general: Sergio Fabián Contreras Saavedra
- Vocales: Juan Carlos Cárdenas Gueudinot, Claudio Morales Greene, Luis Smok Landeros, Denise Barroilhet Monardes, Enrique Schilling Rojas, Álvaro Bardón Muñoz, Christián Espejo Muñoz, Alberto Rabi Sabal
- Tribunal Supremo: Edmundo Fuenzalida Espinoza (presidente), Ignacio Garcés Basaure (vicepresidente), Santiago González Escobar (secretario), Hernán García Valenzuela, Roberto Ossandón Guzmán, Guillermo Santiago García Swart, Osvaldo Besoaín Curbis

## Presidentes
| Presidente                    | Inicio               | Término                  |
| ----------------------------- | -------------------- | ------------------------ |
| Julio Durán Neumann           | 7 de mayo de 1990    | 27 de septiembre de 1990 |
| Juan Eduardo King Caldichoury | 9 de abril de 1991   | 30 de julio de 1991      |
| Álvaro Bardón Muñoz           | 30 de julio de 1991  | 24 de agosto de 1991     |
| Edmundo Fuenzalida Espinoza   | 24 de agosto de 1991 | 8 de octubre de 1991     |